# Aleksandr Nevskij
Aleksandr Jaroslavič Nevskij (in russo Александр Ярославич Невский? ; Pereslavl'-Zalesskij, 30 maggio 1220 – Gorodec, 14 novembre 1263), figlio di Jaroslav Vsevolodovič, fu principe di Novgorod e di Vladimir dal 1252 fino alla morte. Famoso per le epiche gesta militari, è considerato, insieme a Ivan Susanin, eroe nazionale russo.

## Biografia
Principe della Repubblica di Novgorod, Aleksandr fu incaricato di difendere le terre del nord-ovest russo dagli svedesi e dai tedeschi del Baltico. Il 15 luglio 1240 attaccò e sconfisse l'esercito svedese appena sbarcato alla confluenza dei fiumi Neva e Ižora: la vittoria russa nella battaglia della Neva stroncò sul nascere il tentativo svedese di invasione su vasta scala della Russia. Come risultato della battaglia, il giovane Aleksandr ricevette il soprannome, appunto, di "Nevskij", cioè "della Neva". Questa vittoria rafforzò la sua influenza politica ma, allo stesso tempo, peggiorò i suoi rapporti con i boiardi. Poco dopo, Aleksandr dovette lasciare Novgorod in seguito a sempre crescenti contrasti.

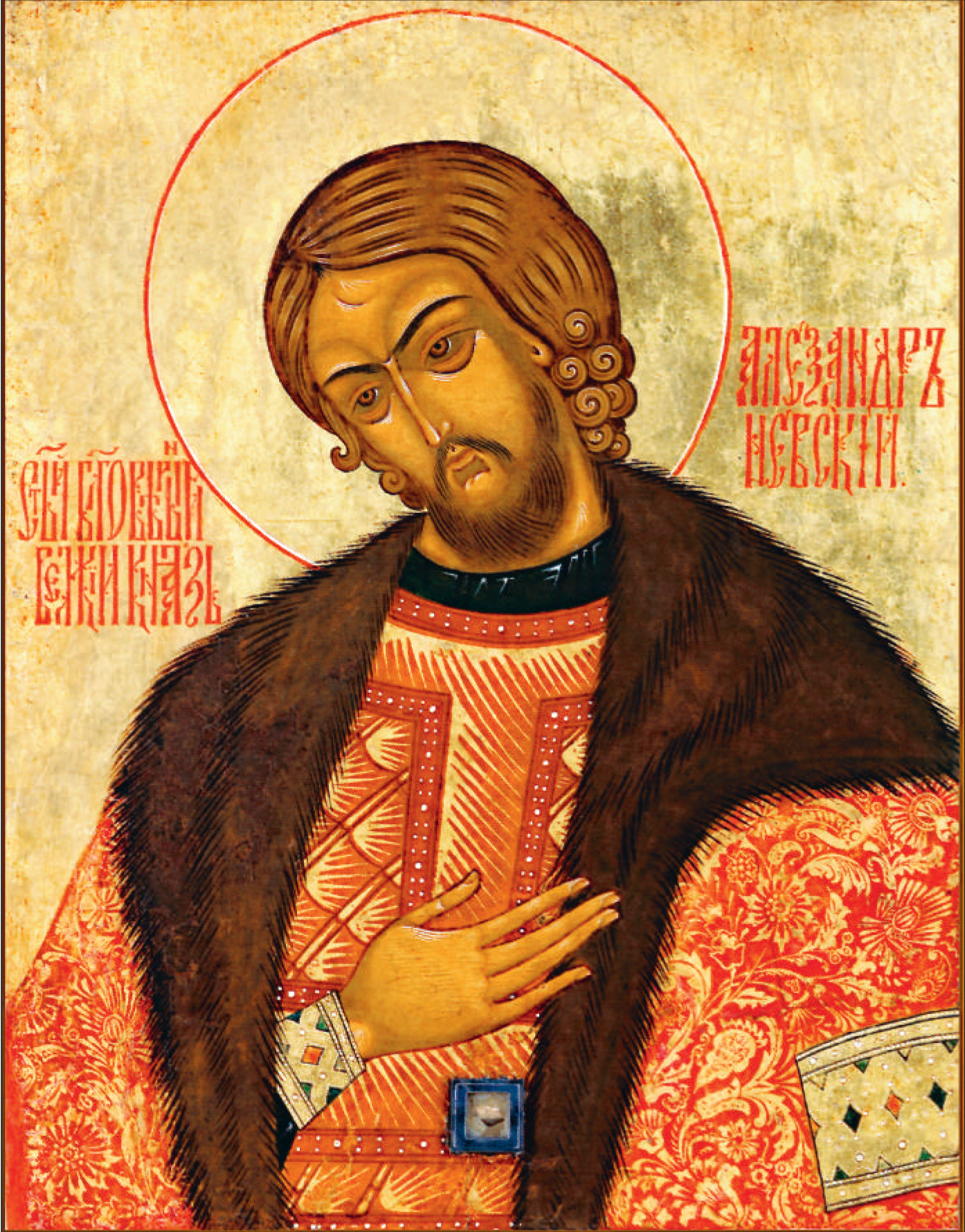
Icona di Aleksandr Nevskij

Con la minaccia di invasione dei cavalieri dell'Ordine teutonico, però, le autorità di Novgorod furono costrette a richiamarlo. Ritornato dal suo "esilio" nella primavera del 1241, raccolse in breve tempo un esercito con cui respinse gli invasori. Molti storici considerano gli assedi di Kopor'je e di Pskov come esempi illuminanti dell'arte dell'assedio. Nella battaglia decisiva, Aleksandr e i suoi soldati resistettero alla cavalleria teutonica, guidata dal Maestro dell'Ordine Hermann di Dorpat, fratello di Albrecht di Buxthoeven, il cristianizzatore della Livonia. Aleksandr Nevskij fronteggiò il nemico sul ghiaccio che copre il Lago dei Ciudi (o Lago Peipus) il 5 aprile 1242, durante quella che fu chiamata la battaglia del lago ghiacciato, una tappa importante nella storia del medioevo russo. I fanti russi accerchiarono e sconfissero un esercito di cavalieri teutonici montati a cavallo, affiancati dalle cavallerie alleate dei danesi e dei livoni.
La grande vittoria di Aleksandr Nevskij contro i Cavalieri Teutonici, probabilmente, non provocò le ingenti perdite in campo nemico registrate nelle cronache russe del tempo. Del resto, battaglie di grande importanza storica nel Medioevo furono combattute da eserciti che sembrano esigui se guardati con occhi moderni. A ogni modo, la vittoria russa ebbe una valenza culturale e politica che sconfinò ben oltre il valore strategico. Dopo l'invasione teutonica il principe continuò a rafforzare la Russia di nord-ovest inviando delegati in Norvegia per firmare il primo trattato di pace tra Norvegia e la Rus' nel 1251. In seguito guidò un suo esercito in Finlandia e sbaragliò gli svedesi che stavano tentando un blocco del mar Baltico contro i russi, nel 1256.
Aleksandr Nevskij seppe anche dimostrare di essere un cauto e lungimirante politico. Respinse i tentativi della Curia papale di causare una guerra aperta tra la Russia e l'Orda d'Oro, dimostrando di aver pienamente compreso l'inutilità di una guerra contro i Tataro-mongoli, almeno in quel momento. Gli storici sono incerti nell'interpretare il comportamento del principe Aleksandr nei confronti dell'Orda. Secondo alcuni, egli agì con l'obiettivo di evitare una rovinosa invasione da parte dei Tataro-mongoli. Il principe di Novgorod, comunque, compì anche servizi per l'Orda: combatté, ad esempio, a fianco dei Tataro-mongoli, anche se mai contro altri vassalli russi.
È possibile che la sua scelta di accettare il vassallaggio russo all'Orda sia stato determinato dal desiderio di salvaguardare, per quanto possibile, la propria condizione, e di sfruttare l'amicizia con i Tataro-mongoli nel caso qualcuno tentasse di attaccarlo, anche sul piano politico. Aleksandr Nevskij tentò di rafforzare la propria posizione di principe a spese dei boiardi e allo stesso tempo represse qualsiasi moto anti-feudale nello Stato.
Morì nella città di Gorodec, di ritorno da Saraj (capitale dell'Orda d'Oro). Un figlio di Aleksandr, Danil, divenne principe di Mosca, dando origine alla dinastia di sovrani che porteranno il Granducato di Mosca a diventare un'importante nazione dell'Europa rinascimentale.

## Memoria e culto
Verso la fine del XIII secolo fu compilata una cronaca detta La vita di Aleksandr Nevskij, nella quale egli è rappresentato come l'ideale principe-soldato difensore della Russia.
Aleksandr Nevskij fu canonizzato dal sinodo della Chiesa ortodossa russa nel 1547. Pietro il Grande fece trasportare i suoi resti a San Pietroburgo. Nel 1725 fu introdotto l'Ordine Imperiale di Sant'Aleksandr Nevskij come una delle più alte decorazioni militari; l'Ordine cavalleresco fu però annullato, come tutte le altre decorazioni, dalla Rivoluzione d'ottobre e fu ripristinato soltanto nel 1942. 
Tra gli edifici religiosi a lui intitolati si annoverano un monastero a San Pietroburgo, la cattedrale di Ungheni, la cattedrale di Sofia e quella di Tallinn.

## Matrimoni e figli
Secondo la Prima Cronaca di Novgorod, Aleksandr si sposò una prima volta, nel 1239, con la figlia del principe di Polack, Brjačislav. Il nome della sposa non è citato nella Cronaca; secondo altre fonti, si sarebbe chiamata Aleksandra o Praskov'ja. 
Dal matrimonio nacquero almeno cinque figli:
- Vasilij Aleksandrovič (ca. 1240 - 1271) principe di Novgorod (1256-1258) e promesso sposo alla principessa Cristina di Norvegia nel 1251; il contratto di nozze venne rotto quando Cristina fu promessa a Filippo di Castiglia, figlio di Ferdinando III e di Beatrice di Svevia;
- Eudossia Aleksandrovna, maritata verso il 1262 a Constantino, principe di Smolensk;
- Dmitrij I Aleksandrovič (ca. 1250 - 1294);
- Andrej III Aleksandrovič (ca. 1255 - 27 luglio 1304);
- Danil Aleksandrovič (1261 - 4 marzo 1303) principe di Mosca dal 1264; da lui discendono i principi di Mosca.

Dalla seconda moglie, Vasilissa, sposata poco prima di morire, non risulta che abbia avuto figli.

## Filmografia
Sulla figura di Aleksandr Nevskij e sulla sua vittoria sui Cavalieri Teutonici è famoso il film omonimo del 1938 del regista russo Sergej Michajlovič Ėjzenštejn, con musica di Sergej Prokof'ev. La pellicola è stata restaurata nel 1986.

## Ascendenza
|                              |                      |                         | Genitori              |  |  | Nonni |  |  | Bisnonni                      |  |  | Trisnonni                         |  |
|                              |                      |                         |                       |  |  |       |  |  | Jurij Vladimirovič Dolgorukij |  |  | Vladimir II Vsevolodovič Monomaco |  |
|                              |                      |                         |                       |  |  |       |  |  | Jurij Vladimirovič Dolgorukij |  |  | Vladimir II Vsevolodovič Monomaco |  |
|                              |                      | Eufemia                 |                       |  |  |       |  |  | Jurij Vladimirovič Dolgorukij |  |  |                                   |  |
| Vsevolod III Jur'evič        |                      |                         |                       |  |  |       |  |  | Jurij Vladimirovič Dolgorukij |  |  |                                   |  |
|                              |                      | Elena di Costantinopoli | …                     |  |  |       |  |  |                               |  |  |                                   |  |
|                              |                      | Elena di Costantinopoli | …                     |  |  |       |  |  |                               |  |  |                                   |  |
|                              |                      | Elena di Costantinopoli | …                     |  |  |       |  |  |                               |  |  |                                   |  |
| Jaroslav II Vsevolodovič     |                      | Elena di Costantinopoli |                       |  |  |       |  |  |                               |  |  |                                   |  |
|                              |                      | Švarno Zhiroslavyč      | …                     |  |  |       |  |  |                               |  |  |                                   |  |
|                              |                      | Švarno Zhiroslavyč      | …                     |  |  |       |  |  |                               |  |  |                                   |  |
|                              |                      | Švarno Zhiroslavyč      | …                     |  |  |       |  |  |                               |  |  |                                   |  |
| Maria Švarnovna              |                      | Švarno Zhiroslavyč      |                       |  |  |       |  |  |                               |  |  |                                   |  |
|                              |                      | …                       | …                     |  |  |       |  |  |                               |  |  |                                   |  |
|                              |                      | …                       | …                     |  |  |       |  |  |                               |  |  |                                   |  |
|                              |                      | …                       | …                     |  |  |       |  |  |                               |  |  |                                   |  |
| Aleksandr Jaroslavič Nevskij |                      | …                       |                       |  |  |       |  |  |                               |  |  |                                   |  |
|                              | Mstislav Rostislavič | Rostislav I Mstislavič  |                       |  |  |       |  |  |                               |  |  |                                   |  |
|                              | Mstislav Rostislavič | Rostislav I Mstislavič  |                       |  |  |       |  |  |                               |  |  |                                   |  |
|                              | Mstislav Rostislavič | …                       |                       |  |  |       |  |  |                               |  |  |                                   |  |
| Mstislav Mstislavič l'Audace | Mstislav Rostislavič |                         |                       |  |  |       |  |  |                               |  |  |                                   |  |
|                              |                      | Teodosia Glebovna       | Gleb Rostislavič      |  |  |       |  |  |                               |  |  |                                   |  |
|                              |                      | Teodosia Glebovna       | Gleb Rostislavič      |  |  |       |  |  |                               |  |  |                                   |  |
|                              |                      | Teodosia Glebovna       | Eufrosina Rostislavna |  |  |       |  |  |                               |  |  |                                   |  |
| Teodosia Mstislavna          |                      | Teodosia Glebovna       |                       |  |  |       |  |  |                               |  |  |                                   |  |
|                              |                      | Köten                   | Sutoj                 |  |  |       |  |  |                               |  |  |                                   |  |
|                              |                      | Köten                   | Sutoj                 |  |  |       |  |  |                               |  |  |                                   |  |
|                              |                      | Köten                   | …                     |  |  |       |  |  |                               |  |  |                                   |  |
| Maria                        |                      | Köten                   |                       |  |  |       |  |  |                               |  |  |                                   |  |
|                              |                      | …                       | …                     |  |  |       |  |  |                               |  |  |                                   |  |
|                              |                      | …                       | …                     |  |  |       |  |  |                               |  |  |                                   |  |
|                              |                      | …                       | …                     |  |  |       |  |  |                               |  |  |                                   |  |
|                              |                      | …                       |                       |  |  |       |  |  |                               |  |  |                                   |  |